# Emilie Müller
Emilie Müller (* 15. November 1831 in Berlin; † 10. Juni 1854) war eine deutsche Theaterschauspielerin.

## Leben
Müller, die Tochter des Schauspielers Adolf Karl Müller, entschloss sie sich, nachdem sie sich in jeder Beziehung gebildet und ihre Privatstudien mit seltenem Eifer betrieben hatte, den Schatz ihrer Kenntnisse, die Schärfe ihres Denkens und die Festigkeit ihres Wollens auf der Bühne zu verwerten und wurde Schauspielerin.
Sie begann ihren selbstgewählten Beruf als „Flora“ im Lustspiel „Der Strauß“ auf dem Gesellschaftstheater Lätitia.
Nachdem sie sich noch weiter bis Dezember 1849 auf dem Gesellschaftstheater Urania erprobt hatte, wurde ihr ein Probespiel auf der königlichen Hofbühne bewilligt. Dasselbe hatte ein dreimonatiges Gastspiel zur Folge.
Noch im selben Jahre trat sie ihr Engagement in Darmstadt an. 1850 konnte sie schon einem Rufe nach Weimar folgen, wo sie aber nur ein Jahr verblieb.
Große Beschäftigung und gebührende Würdigung ihres Talents fand sie 1851 in Stettin. Ihr Ruf verbreitete sich so schnell, dass sie sogar einen Antrag von Heinrich Laube an das Hofburgtheater bekam. Sie fühlte sich aber noch nicht künstlerisch reif für solche Auszeichnung und zog es vor, noch mindestens zwei Jahre in Stettin zu bleiben.
Auch dies sollte nicht geschehen. Ihre Gesundheit begann zu wanken und sie war genötigt, ihren Kontrakt zu lösen. Am 27. Februar 1854 betrat sie zum letzten Mal die Bühne. Sie kehrte nach Hause zurück und entschlief trotz der liebevollen Pflege am 10. Juni 1854.